# Hydraena leonhardi
Hydraena leonhardi är en skalbaggsart som beskrevs av Breit 1916. Hydraena leonhardi ingår i släktet Hydraena och familjen vattenbrynsbaggar. Inga underarter finns listade i Catalogue of Life.